# Declieuxia aspalathoides
Declieuxia aspalathoides är en måreväxtart som beskrevs av Johannes Müller Argoviensis. Declieuxia aspalathoides ingår i släktet Declieuxia och familjen måreväxter. Inga underarter finns listade i Catalogue of Life.